# Encyopsidius promontorii
Encyopsidius promontorii är en insektsart som beskrevs av Louis Albert Péringuey 1910. Encyopsidius promontorii ingår i släktet Encyopsidius och familjen fjärilsländor. Inga underarter finns listade i Catalogue of Life.